# Pedro Correia Garção
Pedro António Joaquim Correia da Serra Garção (Lisbona, 29 aprile 1724 – Lisbona, 10 novembre 1772) è stato un poeta e drammaturgo portoghese, uno dei maggiori esponenti del neoclassicismo della letteratura portoghese.

## Biografia
Nacque in una famiglia agiata, figlio di Filipe Correia da Serra o Correia da Silva, importante funzionario del ministero degli esteri, e di Luísa Maria da Visitação Dorgier Garção de Carvalho, di origine francese, grazie alla quale ricevette un'istruzione ed educazione elevata.
Se i primi passi della sua carriera scolastica li compì sotto la guida dei Gesuiti, nel 1742 iniziò a frequentare le facoltà di giurisprudenza e di lettere classiche a Coimbra, ma non riuscì a terminare mai gli studi.
Il matrimonio, effettuato nel 1751, con una ricca donna, Maria Ana Xavier Froes Mascarenhas de Sande Salema, appartenente alla famiglia dei Salemas de Alcácer-do-Sal, gli schiuse le porte dell'alta società e anche quelle degli incarichi prestigiosi, come la direzione della Gazeta de Lisboa, dal 1760 al 1762, e un posto di rilievo nell'Accademia lusitana.
Nel 1756 fu uno dei principali fondatori dell'Arcadia Lusitana insieme ad António Dinis da Cruz e Silva.
Ma dopo la morte improvvisa del padre, a causa del terremoto di Lisbona del 1755, e dopo alcune non felici esperienze economiche-finanziarie, lo scrittore venne arrestato e rinchiuso in galera, dove morì dopo quasi due anni di reclusione, proprio quando la moglie aveva ottenuto la grazia per lui.

## La carriera letteraria
Dal punto di vista artistico, Garção si contrappose al gongorismo, dimostrandosi un classico esponente dell'Arcadia. Grazie alle sue profonde conoscenze degli antichi, e soprattutto per la sua passione per Orazio, ma anche dei moderni francesi, italiani e inglesi, lo scrittore assunse il ruolo che nel Seicento ebbe Boileau, cioè quello di creare un'arte severa, equilibrata, naturale, quindi classica e non gongorina.
Come drammaturgo scrisse due opere principali. 
La prima fu la commedia intitolata Teatro Novo (1766), di argomento teorico, nella quale vennero descritti i gusti letterari contemporanei all'autore. Il protagonista dell'opera discute in casa sua con un gruppo di ospiti delle riforme teatrali portoghesi, soffermandosi e analizzando il gusto classico, arcadico, il teatro delle marionette, l'opera lirica italiana, il teatro spagnolo.  In questo lavoro Garção evidenziò un certo interesse per le opere di Gil Vicente.
La seconda commedia, più nota, fu Assembleia ou Partida, che si può definire una pièce satirica, il cui contenuto tese a mettere in ridicolo la nobiltà portoghese, che pur in condizioni di disagio, non intendeva abbandonare le tipiche abitudini mondane e lussuose, seppur costretta a fare espedienti per potersele permettere. In questo lavoro non mancarono gli echi della commedia borghese di Manuel de Figuereido. Fa parte di questa opera la celeberrima Cantata de Dido, ispirata dall'Eneide, incentrata sulla disperazione di Didone, accompagnata da una musicalissima melodia. Con la Cantata de Dido la poesia portoghese raggiunse uno dei suoi apici nel Settecento.

Altre opere importanti furono i sonetti, le epistole, le canzoni, le satire.

## Opere
- Teatro Novo, 1766;
- Obras poeticas de Pedro Antonio Correa Garção, 1778;
- Dido abandonada: cantata, 1801;
- Obras poeticas e oratorias de P.A. Corrêa Garção, 1812;
- Obras poeticas e oratorias de P.A. Corrêa Garção, 1888 (a cura di J.A. de Asevedo Castro);
- Poesias selectas de Pedro Correia Garção, 1942 (a cura di Augusto C. Pires de Lima);
- Cantata de dido e outros poemas, 1943 (a cura di António Correia de A. e Oliveira; 2. ed., 1965);
- Obras completas, 1957-1958 (2 volumi, a cura di António José Saraiva).